# Mikhail Kuzmich Yangel
Mikhail Kuzmich Yangel (tiếng Nga: Михаил Кузьмич Янгель; 7/11/1911 – 25/10/1971), là một kỹ sư và nhà thiết kế tên lửa hàng đầu của Liên Xô.

## Tiểu sử
Yangel là con của một tù nhân chính trị Nga bị đầy đi Siberia.
Ban đầu Yangel là một kỹ sư hàng không, sau khi tốt nghiệp Đại học Hàng không Moskva vào năm 1937. Ông tiếp tục làm việc cùng với các nhà thiết kế máy bay nổi tiếng như Nikolai Polikarpov và sau đó là Artem Mikoyan. Sau đó ông chuyển sang lĩnh vực tên lửa đạn đạo, đặc biệt, ông là người đầu tiên nghiên cứu về hệ thống dẫn đường cho tên lửa. Là một phụ tá cho Sergei Korolev, ông đã thành lập một trung tâm phát triển tên lửa tại Dnepropetrovsk UkSSR mà về sau trở thành cơ sở thành lập viện thiết kế OKB-586 vào năm 1954. Đầu tiên, nhà máy của Yangel có vai trò sản xuất số lượng lớn và phát triển các tên lửa đạn đạo liên lục địa ICBM, trong đó Yangel là người đi tiên phong trong thiết kế tên lửa sử dụng chất đẩy Hypergolic giúp tên lửa có thể trực chiến trong thời gian dài. Viện thiết kế Yuzhnoye của Yangel đã phát triển các tên lửa R-12, R-16 và R-36, sau này chúng được sửa đổi thành các tên lửa đẩy phóng vệ tinh tương ứng: Cosmos, Tsyklon và Dnepr, ngày nay vẫn còn được sử dụng. Yangel đã suýt chết khi thử nghiệm tên lửa R-16 trong thảm họa tên lửa Nedelin năm 1960.
Viện thiết kế của Yangel là một phần thuộc Bộ công nghiệp chế tạo máy (Ministry of General Machine Building) đứng đầu là Sergey Afanasyev.
Vì những cống hiến phi thường của ông trong lĩnh vực tên lửa, Mikhail Yangel được tặng thưởng Lenin Prize vào năm 1960 và USSR State Prize năm 1967. Ông cũng 4 lần được trao tặng Orders of Lenin, Order of the October Revolution, và nhiều huy chương khác. Tổng công trình sư Mikhail Yangel qua đời tại Moscow vào năm 1971.
Tên ông được đặt cho:
- Một con phố trong khu phố Chertanovo ở Moscow
- Nhà ga tàu điện ngầm Ulitsa Akademika Yangelya trên tuyến Serpukhovsko-Timiryazevskaya.
- Một con đường tại Kiev
- Một trong số hai con đường chính tại Baikonur (con đường còn lại mang tên Sergei Korolev)
- Hố va chạm Yangel trên Mặt trăng.

Một tiểu hành tinh được đặt tên 3039 Yangel, khám phá bởi nhà thiên văn học Liên Xô Lyudmila Zhuravlyova năm 1978.